# Adam Dźwigała
Adam Dźwigała (ur. 25 września 1995 w Warszawie) – polski piłkarz występujący na pozycji obrońcy w niemieckim klubie FC St. Pauli. Jest synem Dariusza Dźwigały. Były młodzieżowy reprezentant Polski.

## Kariera klubowa

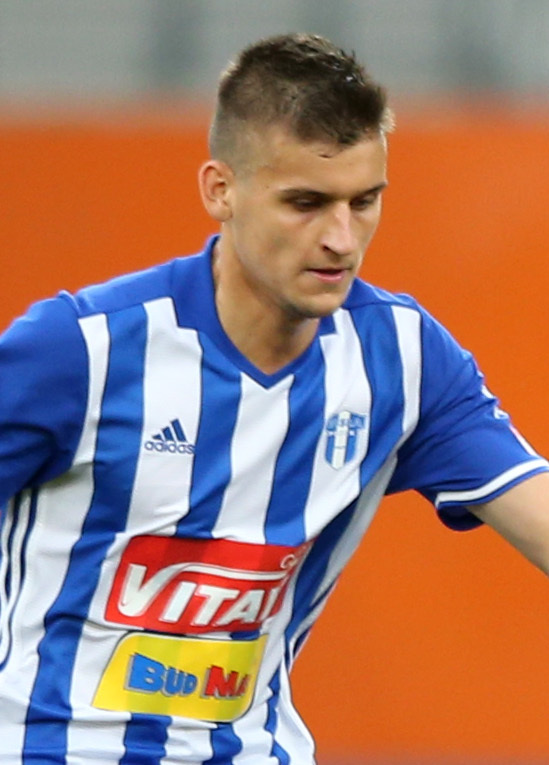
Adam Dźwigała jako zawodnik Wisły Płock w 2017

Wychowanek warszawskiego klubu KS Wesoła. Jako junior reprezentował również Mazur Karczew, w barwach którego zaliczył debiut w seniorskiej piłce, i Jagiellonię Białystok.
29 września 2012 Dźwigała zadebiutował w Ekstraklasie, podczas meczu 6. kolejki, w którym Jagiellonia zremisowała w Szczecinie z Pogonią 1:1. Pierwszego gola w seniorskiej piłce, zdobył 3 marca 2013, w wyjazdowym, wygranym 1:2 meczu 17. kolejki Ekstraklasy z Górnikiem Zabrze, dzięki czemu został najmłodszym strzelcem Jagiellonii na pierwszym szczeblu rozgrywkowym.
1 lipca 2014 podpisał kontrakt z Lechią Gdańsk.
1 lipca 2017 odszedł z Lechii i podpisał kontrakt z Wisłą Płock.
Z początkiem lipca 2019 podpisał trzyletni kontrakt z portugalskim CD Aves. Wraz ze spadkiem klubu, obrońca rozwiązał kontrakt za porozumieniem stron.
17 grudnia 2020 podpisał kontrakt z niemieckim FC Sankt Pauli. Umowa będzie obowiązywać do 30 czerwca 2022.

## Kariera reprezentacyjna
W latach 2012–2015 młodzieżowy reprezentant Polski. Grał w kadrach U-18, U-20 i U-21 prowadzonych przez Marcina Dornę.
W sierpniu 2018, został powołany przez selekcjonera Jerzego Brzęczka, na wrześniowe mecze z Włochami i Irlandią. W kadrze nie zadebiutował.